# اندرو بری
اندرو بری (به انگلیسی: Andrew Bree) (زادهٔ ۱۶ مارس ۱۹۸۱) شناگر اهل ایرلند شمالی است.